# Социјалистичка револуционарна партија
Социјалистичка револуционарна партија (рус. Партия социалистов-революционеров; акроним: ПСР, од рус. ПСР), познатији по свом скраћеном имену есери (рус. эсеры, од СР (латинички изговор: эс-ер), која је скраћеница од социалисты революционеры — „социјалисти револуционари”), била је руска партија која је представљала главну алтернативу Руској социјалдемократској радничкој партији током последњих година владавине цара Николаја Романова.
Есери су били познати као партија која не преза од политичких атентата. На њих је пала сумња да су их извршили најмање стотину, они се никад до краја нису одрекли тероризма као метода политичке борбе. Њихова чланица, Фани Каплан, ранила је Лењина 1918. године.

## Историја
Социјалистичка револуционарна партија основана је 1901. године као партија аграрних социјалиста, окренута руском селу где је била њихова база. Они су били идеолошки наследници Народњака (популиста) из 19. века. Њихов програм се укратко сводио на потребу спроведбе аграрне реформе и децентрализације земље и структура власти.
Након Фебруарске револуције 1917. били су најснажнија и највећа социјалистичка партија у Русији. Од фебруара до октобра 1917. њени чланови држали су најутицајније политичке позиције у земљи. Александар Керенски био је министар правосуђа, а након тога и премијер, а Виктор Чернов министар пољопривреде. Укратко имали су силан утицај на рад привремене владе.
Есери су на изборима за Уставотворну скупштину, одржанима у новембру 1917, освојили 410 места (за упоређење бољшевици само 175), али су се дубоко поделили око приступа Октобарској револуцији. Њихова радикална фракција, Леви социјалистички револуционари, придружила се бољшевицима и учествовала у раду совјетске владе све до јула 1918. кад су их бољшевици на Сверуском конгресу совјета избацили из владе.
Након тога су се придружили Белом покрету у Руском грађанском рату у коме су на крају побеђени од  бољшевика.